# Arvid Wenker
Arvid Emil Wenker, född den 19 januari 1899 i Gällaryds församling, Jönköpings län, död den 24 augusti 1984 i Harplinge församling, Hallands län, var en svensk jurist och ämbetsman. Han var sonson till Magnus Andersson i Gripenberg och far till Stig Wenker.
Wenker avlade juris kandidatexamen vid Lunds universitet 1925. Efter tingstjänstgöring 1926–1928 blev han extra ordinarie länsbokhållare 1929, tillförordnad förste länsbokhållare i Östergötlands län 1937 och ordinarie förste länsbokhållare 1943. Han var taxeringsintendent i Kronobergs län 1944, tillförordnad taxeringsintendent i Östergötlands län 1944–1947 och i Hallands län 1947–1953. Wenker var landskamrerare i Norrbottens län 1953–1965. Han var vice ordförande i länsskolnämnden där 1958–1965. Wenker blev riddare av Vasaorden 1949 och kommendör av Nordstjärneorden 1959. Han vilar på Gällaryds kyrkogård.